# Abalistes
Abalistes – rodzaj morskich ryb rogatnicowatych. 

## Klasyfikacja
Gatunki zaliczane do tego rodzaju:
- Abalistes filamentosus
- Abalistes macrophthalmus[3][4]
- Abalistes stellaris
- Abalistes stellatus